# カロッツェリア

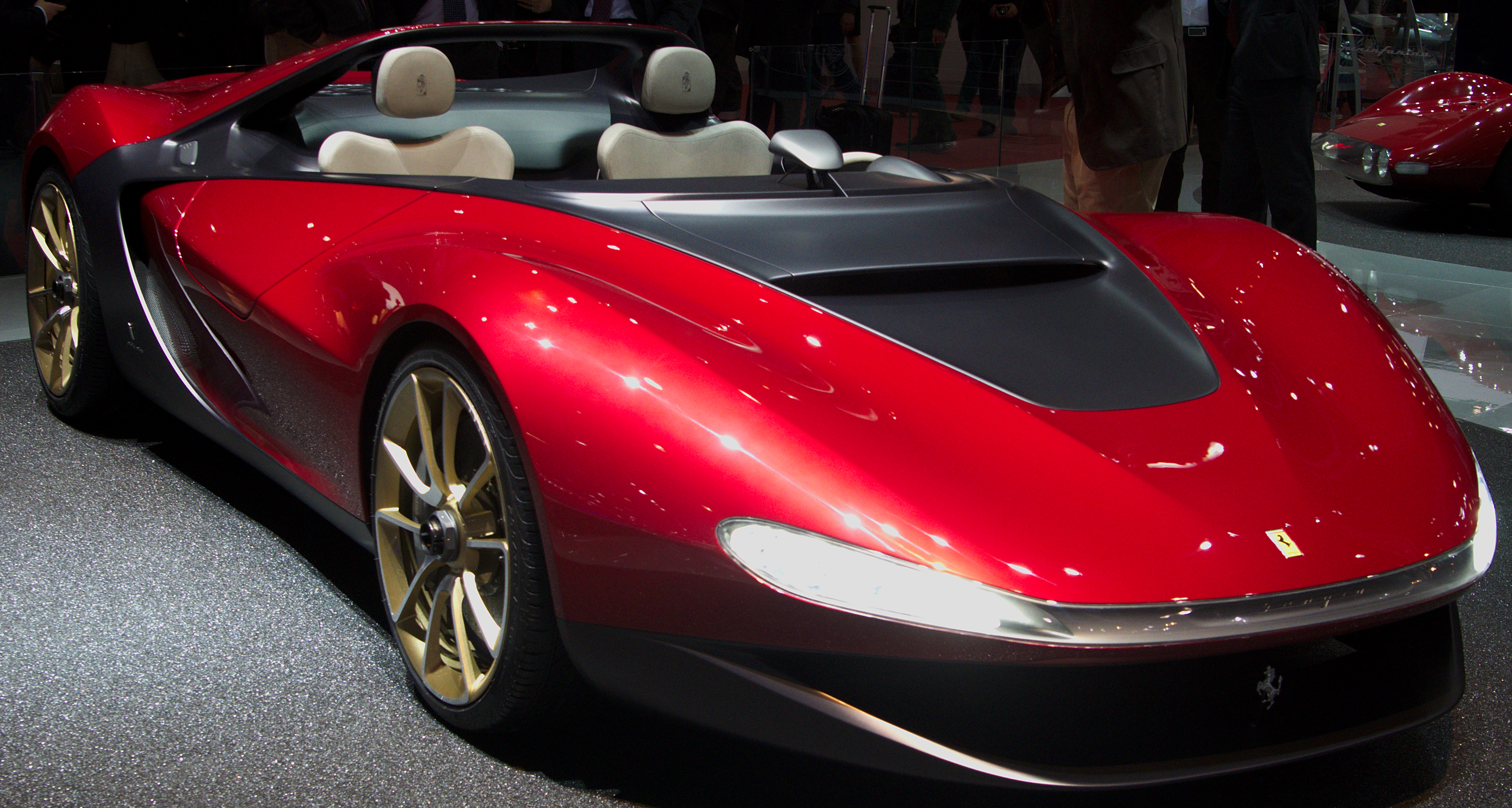
カロッツェリアの一つピニンファリーナ社がデザインしたSergio

カロッツェリア（イタリア語: carrozzeria）は、イタリア語で馬車や自動車の車体をデザイン・製造する業者。もしくはボディ修理業者（板金工場）の意味もある。工業都市のトリノやミラノに拠点を置く場合が多い。なお、英語ではCoachbuilder(コーチビルダー)がこれに該当する。

## 概要
イタリア語でカロッツァ (carrozza) は高級馬車を意味し、カロッツェリアはもともと馬車工房のことである。陸上交通の主役が馬車から自動車に移った頃、これらの工房も自動車のボディ製造を生業とするようになった。初期の自動車メーカーは車体（エンジンやシャーシ）を製造し、カロッツェリアがその上にボディを架装した。上流階級の顧客のオーダーや手がけた職人のセンスによって、同じ車種でも1台1台デザインが異なる場合があった。
自動車メーカーがボディも含めて一括量産体制に入ると、カロッツェリアはフオリセリエ（伊: Fuoriserie） と呼ばれる優美なワンオフモデルや、エアロダイナミクスに優れたスポーツモデル、未来的なコンセプトカーなど、技術を活かせる分野で個性を発揮した。イタリア独特の美意識を買われて海外メーカーの仕事もこなし、時代を象徴するデザインや才能あるカーデザイナーを世に送り出した。
自動車メーカーが社内にデザイン部門を持つようになった現代では、カロッツェリアの独立性は脅かされ、会社を畳んだり自動車メーカー傘下に吸収されるなどして数を減らしている。ベルトーネ、ピニンファリーナといった代表的ブランドも、受託生産の減少により経営再建を強いられた。その一方で、メーカーから依頼される研究開発業務は堅調であり、自動車以外の輸送機関（鉄道車両・航空機・船舶）、一般工業製品（家電・家具・装飾品）など、デザイン分野の多角化も進めている。

## おもなカロッツェリア
- アレマーノ
- イタルデザイン
- I.DE.A
- ヴィニャーレ
- エレナ
- ギア
- ザガート （SZデザイン）
- スカリエッティ
- スタビリメンティ・ファリーナ
- トゥーリング
- ピニンファリーナ
- ベルトーネ
- ボアーノ
- KEN OKUYAMA DESIGN

## 関連デザイナー
- マルチェロ・ガンディーニ
- ジョルジェット・ジウジアーロ
- フランコ・スカリオーネ
- エルコーレ・スパーダ
- バッティスタ・ファリーナ
- ヌッチオ・ベルトーネ
- エンリコ・フミア
- ピエトロ・フルア
- ジョヴァンニ・ミケロッティ
- 奥山清行
- 原田則彦